# Ecitoptera proboscidalis
Ecitoptera proboscidalis är en tvåvingeart som beskrevs av Borgmeier 1924. Ecitoptera proboscidalis ingår i släktet Ecitoptera och familjen puckelflugor. Inga underarter finns listade i Catalogue of Life.